# Hotel Mario
Hotel Mario est un jeu de plates-formes édité par Philips, développé par Fantasy Factory et distribué par Nintendo sur le Philips CD-i.

## Système de jeu
Le joueur y incarne Mario et doit parcourir les sept hôtels de Koopa du Royaume Champignon. Chaque hôtel contient dix niveaux et l'objectif est de fermer toutes les portes de chaque niveau. Ces portes peuvent cacher des objets comme des pièces, des étoiles ou des fleurs de feu. Mario devra faire face à des ennemis comme des Goombas ou des Koopa tout en ramassant le plus de pièces possible.

## Doublage
| Personnage          | Anglais         |
| ------------------- | --------------- |
| Mario               | Marc Graue      |
| Luigi               | Marc Graue      |
| Bowser              | Marc Graue      |
| Princesse Toadstool | Jocelyn Benford |

## Développement
En mai 1991, à la suite d'une tentative infructueuse avec Sony de développer un module complémentaire sur CD-ROM pour la Super Nintendo Entertainment System, Nintendo a signé un accord avec Philips pour développer le module complémentaire susmentionné. Cependant, étant témoin de la mauvaise réception du Sega Mega-CD, Nintendo ne considérait plus l'add-on comme rentable et le projet fut entièrement abandonné. Dans le cadre de la dissolution de l'accord, Nintendo a accordé à Philips la licence d'utilisation de cinq de leurs personnages, dont Mario, Luigi et Princess Toadstool, pour figurer dans leurs jeux pour le CD-i,. Philips a utilisé ces personnages pour créer des jeux pour le CD-i, Nintendo ne prenant aucune part à leur développement, sauf pour donner leur avis sur l'apparence des personnages,. En dehors d'Hotel Mario, les personnages de Mario étaient destinés à être utilisés dans Super Mario's Wacky Worlds, mais le jeu a été annulé avec seulement quelques versions de prototypes programmées,. Alors que Wacky Worlds était prévu comme une adaptation CD-i du jeu de plateforme à défilement horizontal comme Super Mario World,, Hotel Mario a été transformé en un jeu de puzzle dans lequel les zones de scène étaient limitées à un seul écran. Contrairement aux jeux liés à The Legend of Zelda, le jeu n'a pas été développé par une société tierce, mais par l'équipe de développement de Philips Fantasy Factory.
Plusieurs cinématiques vidéo full motion ont été animées pour Hotel Mario. Les cinématiques montrent Mario et Luigi alors qu'ils avancent vers l'hôtel suivant, discutant les uns avec les autres et donnant des conseils au joueur tels que: "Et si vous avez besoin d'aide pour traverser tous les hôtels, je vous conseille de lire le mode d'emploi!". Les voix des Mario Brothers ont été fournies par Marc Graue, faisant la voix de Mario, de Luigi et de Bowser, et Jocelyn Benford, faisant la voix de Princess Toadstool. En plus des capacités vidéo animées du CD-i, Hotel Mario utilise l'horloge interne du système en affichant des messages qui varient selon la date.
Les décors des scènes de l'hôtel ont été conçus par l'artiste indépendant Trici Venola. Après avoir vu la version initiale d'Hotel Mario - que Venola a qualifiée de "mécanique" et "visuellement pas amusante" - elle et le directeur artistique Jeff Zoern ont décidé d'utiliser des éléments de Disney et J. R. R. Tolkien pour améliorer le style visuel du jeu. Les illustrations des étapes étaient composées de plusieurs blocs, chacun comportant un détail. Le premier élément créé par Venola pour tous les hôtels était la porte. Chaque bâtiment a duré une semaine et a été conçu en fonction d'un thème spécifique. Par exemple, un design gothique a été utilisé pour l'hôtel de Bowser.